# Nati il 10 maggio
| Questa pagina contiene informazioni ricavate automaticamente dalle voci biografiche con l'ausilio del template Bio e di un bot. L'aggiornamento è periodico e automatico e ricostruisce completamente la pagina. Se manca una persona in questa lista, sei pregato di non aggiungerla, ma accertati piuttosto che la sua voce biografica contenga il template Bio e che i dati anagrafici siano correttamente compilati. Se il template Bio manca, inseriscilo tu stesso o, in alternativa, metti l'avviso {{tmp\|Bio}} che ne segnala la mancanza. Se i dati riportati sono sbagliati, correggi direttamente la voce biografica; le modifiche saranno visibili in questa lista entro pochi giorni. Per chiarimenti vedi il progetto biografie. La lista contiene solo le 1.327 persone che sono citate nell'enciclopedia e per le quali è stato implementato correttamente il template Bio. Pagina aggiornata al 17 ago 2025. |

## IX secolo(1)
- 850 - Seiwa, imperatore giapponese († 881)

## X secolo(1)
- 955 - Al-'Aziz bi-llah, imam arabo († 996)

## XIII secolo(1)
- 1265 - Fushimi, imperatore giapponese († 1317)

## XV secolo(4)
- 1417 - Carlo Gonzaga, nobile († 1456)
- 1453 - Georg Fugger, banchiere e mercante tedesco († 1506)
- 1470 - Ermes Maria Sforza, nobile italiano († 1503)
- 1491 - Susanna di Borbone, nobildonna († 1521)

## XVI secolo(9)
- 1509 - Edward Stanley, III conte di Derby, nobile inglese († 1572)
- 1517 - Leonardo Fioravanti, medico italiano
- 1520 - Stanisław Karnkowski, arcivescovo cattolico e scrittore polacco († 1603)
- 1521 - Giovanni Ernesto di Sassonia-Coburgo, nobile tedesco († 1553)
- 1542 - Aires de Saldanha, militare e politico portoghese († 1605)
- 1543 - Ottavio Gonzaga, nobile e militare italiano († 1583)
- 1545 - Matteo Zane, politico, diplomatico e patriarca cattolico italiano († 1605)
- 1548 - Antonio Priuli, doge († 1623)
- 1583 - Fernando Afán de Ribera, duca di Alcalá, generale e politico spagnolo († 1637)

## XVII secolo(14)
- 1601 - Cherubina dell'Agnus Dei, religiosa e mistica italiana († 1663)
- 1604 - Jean Mairet, drammaturgo e diplomatico francese († 1686)
- 1609 - Ikeda Mitsumasa, militare giapponese († 1682)
- 1609 - Maurizia Eleonora del Portogallo, nobildonna portoghese († 1674)
- 1631 - Flavio Chigi, cardinale italiano († 1693)
- 1642 - Gabriel Revel, pittore francese († 1712)
- 1656 - Gerolamo Francesco Malpasciuto, vescovo cattolico italiano († 1728)
- 1663 - Filippo Carlo d'Arenberg, duca belga († 1691)
- 1666 - Claudio Florimondo di Mercy, generale francese († 1734)
- 1671 - Bernardino Pecci, vescovo cattolico italiano († 1736)
- 1675 - Raulo Costanzo Falletti, arcivescovo cattolico italiano († 1748)
- 1675 - Niccola Maria Salerno, poeta e romanziere italiano († 1762)
- 1690 - Jean Moreau de Séchelles, funzionario e politico francese († 1760)
- 1697 - Jean-Marie Leclair, violinista e compositore francese († 1764)

## XVIII secolo(44)
- 1703 - John Winslow, generale britannico († 1774)
- 1710 - François Bonamy, botanico e medico francese († 1786)
- 1710 - Carlo Gagliardi, vescovo cattolico italiano († 1778)
- 1711 - Federico di Brandeburgo-Bayreuth, principe († 1763)
- 1711 - Agostino Antonio Giorgi, orientalista e bibliotecario italiano († 1797)
- 1714 - Sophie Charlotte Ackermann, attrice teatrale tedesca († 1792)
- 1724 - Johan Zoutman, ammiraglio olandese († 1793)
- 1725 - John Hope, medico e botanico britannico († 1786)
- 1727 - Anne Robert Jacques Turgot, economista e filosofo francese († 1781)
- 1731 - Tommaso Antici, cardinale italiano († 1812)
- 1731 - Victor Louis, architetto francese († 1800)
- 1736 - George Steevens, critico letterario inglese († 1800)
- 1737 - Louis-Mayeul Chaudon, monaco cristiano francese († 1817)
- 1737 - Franz Egon von Fürstenberg, vescovo cattolico tedesco († 1825)
- 1739 - John Thomas Troy, arcivescovo cattolico irlandese († 1823)
- 1741 - Francescantonio Grimaldi, giurista e filosofo italiano († 1784)
- 1742 - Gaetano Peverada, pittore italiano († 1819)
- 1745 - Wilhelm Florentin von Salm-Salm, arcivescovo cattolico tedesco († 1810)
- 1748 - Louis Pierre Vieillot, ornitologo francese († 1830)
- 1751 - Antonio Maria Torricelli, pittore svizzero († 1808)
- 1752 - Pierre Riel de Beurnonville, generale, politico e nobile francese († 1821)
- 1752 - Amalia di Zweibrücken-Birkenfeld, regina († 1828)
- 1754 - Asmus Jacob Carstens, pittore, critico d'arte e disegnatore tedesco († 1798)
- 1754 - Teodoro Matteini, pittore e restauratore italiano († 1831)
- 1755 - Robert Gray, navigatore e esploratore statunitense († 1806)
- 1760 - Giuseppe Bavastro, corsaro italiano († 1833)
- 1760 - Charles Melchior Artus de Bonchamps, generale francese († 1793)
- 1760 - Johann Peter Hebel, scrittore e poeta tedesco († 1826)
- 1760 - Claude Joseph Rouget de Lisle, poeta, compositore e militare francese († 1836)
- 1760 - Ignazio Thaon di Revel, nobile e militare italiano († 1835)
- 1766 - Richard Meade, II conte di Clanwilliam, nobile irlandese († 1805)
- 1770 - Louis Nicolas Davout, generale francese († 1823)
- 1775 - Antoine Charles Louis de Lasalle, generale francese († 1809)
- 1775 - William Phillips, geologo britannico († 1828)
- 1776 - Pedro Villacampa y Periel, generale spagnolo († 1854)
- 1780 - Angelica Catalani, soprano italiano († 1849)
- 1783 - Nicola Benvenuti, organista e compositore italiano († 1867)
- 1784 - Carlo Filangieri, principe di Satriano, generale e politico italiano († 1867)
- 1786 - Paolo III Antonio Esterházy di Galantha, nobile, politico e diplomatico ungherese († 1866)
- 1788 - Augustin-Jean Fresnel, ingegnere e fisico francese († 1827)
- 1788 - Ekaterina Pavlovna Romanova, nobile russa († 1819)
- 1790 - François Dubois, pittore francese († 1871)
- 1792 - Giuseppe Naudin, pittore italiano († 1872)
- 1795 - Augustin Thierry, storico francese († 1856)

## XIX secolo(194)
- 1804 - Mariano Falcini, architetto italiano († 1885)
- 1805 - Alexander Carl Heinrich Braun, botanico tedesco († 1877)
- 1805 - Jan Ksawery Kaniewski, pittore polacco († 1867)
- 1805 - Natalis de Wailly, archivista, bibliotecario e storico francese († 1886)
- 1806 - Nicola Valzani, presbitero italiano († 1872)
- 1807 - Bernhard Horwitz, scacchista e compositore di scacchi tedesco († 1885)
- 1808 - Manuel Luís Osório, militare e politico brasiliano († 1879)
- 1810 - Emerico Amari, giurista, politico e giornalista italiano († 1870)
- 1810 - Charles-François Knébel, pittore svizzero († 1877)
- 1810 - James Shields, politico e generale statunitense († 1879)
- 1812 - William Henry Barlow, fisico inglese († 1902)
- 1813 - Montgomery Blair, politico statunitense († 1883)
- 1813 - Samuel Lancaster Gerry, pittore statunitense († 1891)
- 1813 - Giovanni Battista Maneschi, vescovo cattolico italiano († 1891)
- 1813 - Francesco Tornabene Roccaforte, religioso e botanico italiano († 1897)
- 1814 - Luigi Bisi, pittore e docente italiano († 1886)
- 1814 - Stanislas Verroust, compositore e oboista francese († 1863)
- 1815 - Niccolò Ferracciu, avvocato e politico italiano († 1892)
- 1817 - Julius Springer, imprenditore e editore tedesco († 1877)
- 1818 - Giovanni Battista Schellino, architetto italiano († 1905)
- 1820 - Charles Moore, botanico britannico († 1905)
- 1821 - Baldassarre Boncompagni, matematico e storico della scienza italiano († 1894)
- 1821 - Antonio Perez, politico italiano († 1890)
- 1822 - Paolo Massa, politico italiano († 1887)
- 1822 - August von Pettenkofen, pittore austriaco († 1889)
- 1823 - John Sherman, politico statunitense († 1900)
- 1825 - Heinrich Tønnies, fotografo danese († 1903)
- 1826 - Leopold Edelsheim, generale austriaco († 1893)
- 1827 - David Johnson, pittore statunitense († 1908)
- 1827 - Kusumoto Ine, medico giapponese († 1903)
- 1827 - William Windom, politico statunitense († 1891)
- 1829 - Vasilij Vasil'evič Bervi-Flerovskij, sociologo, scrittore e rivoluzionario russo († 1918)
- 1830 - François-Marie Raoult, fisico e chimico francese († 1901)
- 1831 - Giorgio Manin, patriota italiano († 1882)
- 1832 - William Russell Grace, politico, imprenditore e filantropo irlandese († 1904)
- 1832 - Icilio Pelizza, militare italiano († 1861)
- 1834 - Giacomo Manuelli, chimico, fisico e ingegnere italiano († 1905)
- 1834 - Angelina Ortolani, soprano italiano († 1913)
- 1836 - Bonaventura Zumbini, critico letterario e politico italiano († 1916)
- 1837 - Pinckney Benton Stewart Pinchback, politico statunitense († 1921)
- 1837 - Cristoforo Pinto, architetto italiano († 1915)
- 1838 - John Wilkes Booth, attore teatrale e criminale statunitense († 1865)
- 1838 - James Bryce, politico, storico e giurista britannico († 1922)
- 1838 - Muhammad Mahabat Khanji II, principe indiano († 1882)
- 1839 - Amalie Joachim, cantante lirica e insegnante tedesca († 1899)
- 1841 - James Gordon Bennett Jr., imprenditore statunitense († 1918)
- 1843 - James Addison Reavis, truffatore statunitense († 1914)
- 1843 - Kaufmann Kohler, rabbino e teologo tedesco († 1926)
- 1843 - Benito Pérez Galdós, scrittore e drammaturgo spagnolo († 1920)
- 1847 - Wilhelm Killing, matematico tedesco († 1923)
- 1848 - Thomas Lipton, mercante e imprenditore scozzese († 1931)
- 1849 - Hermann Guthe, ebraista, linguista e teologo tedesco († 1936)
- 1849 - Carl Moeli, neurologo e psichiatra tedesco († 1919)
- 1850 - Michel Gandoger, micologo e botanico francese († 1926)
- 1850 - Piero Lucca, ingegnere e politico italiano († 1921)
- 1854 - Ottmar Mergenthaler, inventore e orologiaio tedesco († 1899)
- 1855 - Adolf Brütt, scultore tedesco († 1939)
- 1855 - Maximilian von Laffert, generale tedesco († 1917)
- 1855 - Sri Yukteswar, astrologo e mistico indiano († 1936)
- 1856 - Filippo Angelitti, astronomo italiano († 1931)
- 1857 - Viktor von Scheuchenstuel, generale austro-ungarico († 1938)
- 1857 - Julius Smend, teologo tedesco († 1930)
- 1857 - Hendrik Zwaardemaker, fisiologo e scienziato olandese († 1930)
- 1858 - Hermann Nestel, pittore tedesco († 1905)
- 1859 - Vittorio Polacco, giurista e politico italiano († 1926)
- 1859 - Aurel Stodola, ingegnere, fisico e inventore slovacco († 1942)
- 1859 - William Wrede, teologo tedesco († 1906)
- 1861 - Edward Elhanan Berry, imprenditore e diplomatico britannico († 1931)
- 1861 - Edward Bruce, arciere statunitense († 1919)
- 1863 - Kaarle Krohn, scrittore finlandese († 1933)
- 1864 - Léon Gaumont, inventore, produttore cinematografico e imprenditore francese († 1946)
- 1865 - Giusto Calvi, poeta, giornalista e politico italiano († 1908)
- 1866 - Gino Alfani, politico italiano († 1942)
- 1866 - Léon Bakst, pittore, scenografo e illustratore russo († 1924)
- 1866 - Henry Martyn Blossom, librettista e scrittore statunitense († 1919)
- 1866 - Richard Jackson, ammiraglio statunitense († 1971)
- 1867 - Alessandro De Bosdari, diplomatico italiano († 1929)
- 1867 - Josef Felix Pompeckj, paleontologo e geologo tedesco († 1930)
- 1867 - Curtis Dwight Wilbur, politico statunitense († 1954)
- 1868 - Viktor Hantzsch, geografo e storico tedesco († 1910)
- 1868 - Ettore Perosio, pianista e direttore d'orchestra italiano († 1919)
- 1869 - Lucien Nonguet, regista e sceneggiatore francese († 1955)
- 1870 - Julian Szymański, politico e oculista polacco († 1958)
- 1871 - Ernst Meyer, neurologo e psichiatra tedesco († 1931)
- 1871 - Luca Orsini Baroni, diplomatico e politico italiano († 1948)
- 1872 - Charlie Athersmith, calciatore inglese († 1910)
- 1872 - Marcel Mauss, antropologo, sociologo e storico delle religioni francese († 1950)
- 1873 - Carl Eldh, artista e scultore svedese († 1954)
- 1873 - Pietro Magri, religioso e organista italiano († 1937)
- 1873 - Peyveste Hanım, ottomana († 1943)
- 1873 - Henri Sauvage, architetto e designer francese († 1932)
- 1873 - Richard Wilhelm, sinologo, teologo e missionario tedesco († 1930)
- 1875 - Ambroise Garin, ciclista su strada italiano († 1969)
- 1875 - Eugen Schauman, attivista finlandese († 1904)
- 1876 - Duilio Cambellotti, artista italiano († 1960)
- 1876 - Ivan Cankar, scrittore e poeta sloveno († 1918)
- 1876 - Iskandar di Perak, sovrano malese († 1938)
- 1876 - Jean Longuet, politico, avvocato e giornalista francese († 1938)
- 1876 - George Webber, direttore della fotografia canadese († 1967)
- 1876 - Alberto Zardo, pittore e illustratore italiano († 1959)
- 1877 - Floriano Del Secolo, giornalista e politico italiano († 1949)
- 1877 - Roderich Mojsisovics von Mojsvár, musicista austriaco († 1953)
- 1878 - Umberto Adamoli, politico e militare italiano († 1962)
- 1878 - Gustav Stresemann, politico tedesco († 1929)
- 1879 - Symon Petljura, politico e generale ucraino († 1926)
- 1880 - Arthur Hruska, dentista e botanico austriaco († 1971)
- 1880 - George Richards, calciatore inglese († 1959)
- 1881 - Karen Poulsen, attrice danese († 1953)
- 1882 - Thurston Hall, attore statunitense († 1958)
- 1882 - Lidija Jakovlevna Lipkovskaja, soprano russo († 1958)
- 1882 - Luis Subercaseaux, diplomatico, calciatore e velocista cileno († 1973)
- 1883 - Frederick Chapman, calciatore inglese († 1951)
- 1883 - Victor Johnson, pistard britannico († 1951)
- 1883 - Eugen Levine, politico tedesco († 1919)
- 1883 - Renato Natali, pittore italiano († 1979)
- 1883 - Gustaf Olson, ginnasta svedese († 1966)
- 1883 - José Quirante, calciatore e allenatore di calcio spagnolo († 1964)
- 1884 - Ada Cristina Almirante, attrice italiana († 1957)
- 1884 - Ferdinando di Baviera, nobile († 1958)
- 1884 - Olga Petrova, attrice, commediografa e sceneggiatrice inglese († 1977)
- 1884 - Raul Proença, filosofo, giornalista e scrittore portoghese († 1941)
- 1885 - Giulio Crimi, tenore italiano († 1939)
- 1885 - Mae Murray, attrice, ballerina e sceneggiatrice statunitense († 1965)
- 1885 - Fritz von Unruh, scrittore e drammaturgo tedesco († 1970)
- 1886 - Karl Barth, teologo e pastore protestante svizzero († 1968)
- 1886 - Carlo Micheluzzi, attore italiano († 1973)
- 1886 - Olaf Stapledon, scrittore e filosofo britannico († 1950)
- 1886 - Jakob Werlin, progettista tedesco († 1965)
- 1887 - Alberto Canaletti Gaudenti, statistico, politico e storico italiano († 1966)
- 1887 - Joaquín Edwards Bello, scrittore cileno († 1968)
- 1887 - Günther Jachmann, filologo classico tedesco († 1979)
- 1888 - Gualtiero Laeng, alpinista, chimico e geografo italiano († 1968)
- 1888 - Romolo Moizo, magistrato, scrittore e dirigente sportivo italiano († 1955)
- 1888 - Mario Stanzani, generale e aviatore italiano († 1953)
- 1888 - Max Steiner, compositore austriaco († 1971)
- 1889 - Sigfrid Henrici, generale tedesco († 1964)
- 1889 - Viktor Löwenfelt, calciatore e allenatore di calcio austriaco
- 1889 - Armando Reverón, pittore venezuelano († 1954)
- 1889 - Estelle Roberts, britannica († 1970)
- 1889 - Arus Voskanian, attrice ottomana († 1943)
- 1889 - Clare West, costumista statunitense († 1980)
- 1890 - Clarence Brown, regista, montatore e produttore cinematografico statunitense († 1987)
- 1890 - Alfred Jodl, generale e criminale di guerra tedesco († 1946)
- 1890 - Jean Piot, schermidore francese († 1961)
- 1890 - Wilhelm Thiele, regista e sceneggiatore austriaco († 1975)
- 1891 - Anton Dostler, generale tedesco († 1945)
- 1891 - Adalgiso Ferrucci, militare italiano († 1940)
- 1891 - Joseph Henri Guiguet, aviatore e militare francese († 1979)
- 1891 - Olga Monsani, avvocata e attivista italiana († 1983)
- 1891 - Ernst Nilsson, lottatore svedese († 1971)
- 1891 - Rottilio Peli, militare italiano († 1917)
- 1891 - Fernando Soleti, generale italiano († 1978)
- 1892 - Giuseppe Tacchella, matematico italiano († 1935)
- 1893 - Johan Gaarder, calciatore norvegese († 1966)
- 1893 - Guido Notari, conduttore radiofonico e attore italiano († 1957)
- 1893 - Tonita Peña, artista nativa americana († 1949)
- 1894 - Antonio Berardi, politico italiano († 1975)
- 1894 - Paul Dujardin, pallanuotista francese († 1959)
- 1894 - Silvio Fantuzzi, politico e partigiano italiano († 1960)
- 1894 - Antonio Lorenzini, funzionario italiano († 1966)
- 1894 - Kadye Molodowsky, poetessa e scrittrice statunitense († 1975)
- 1894 - Elvira Popescu, attrice rumena († 1993)
- 1894 - Dimitri Tiomkin, musicista, pianista e compositore russo († 1979)
- 1895 - André Allègre, calciatore francese († 1966)
- 1895 - Kama Chinen, supercentenaria giapponese († 2010)
- 1895 - Richard Peter, fotografo tedesco († 1977)
- 1895 - Cesare Augusto Tallone, liutaio italiano († 1982)
- 1895 - Francesco Varalda, calciatore italiano († 1968)
- 1895 - Maurizio Zanfarino, militare italiano († 1918)
- 1896 - Basil Gates, calciatore inglese († 1974)
- 1896 - Ennis Hayes, calciatore argentino († 1956)
- 1897 - Giovanni Battista Benedetti, magistrato italiano
- 1897 - Claudio Bincaz, calciatore, rugbista a 15 e velista argentino († 1980)
- 1897 - Henri Dulieux, schermidore francese († 1982)
- 1897 - Einar Gerhardsen, politico norvegese († 1987)
- 1897 - Margaret Mahler, psicoanalista ungherese († 1985)
- 1898 - Ada Blackjack, esploratrice statunitense († 1983)
- 1898 - Domenico Casella, agronomo italiano († 1978)
- 1898 - Roy Coffin, hockeista su prato statunitense († 1982)
- 1898 - Ariel Durant, scrittrice russa († 1981)
- 1898 - Luigi Facelli, ostacolista e velocista italiano († 1991)
- 1898 - Bernhard Ueberschär, generale tedesco († 1974)
- 1898 - Giacomo Violardo, cardinale italiano († 1978)
- 1899 - Fred Astaire, ballerino, attore e coreografo statunitense († 1987)
- 1899 - Chang Dai-chien, pittore cinese († 1983)
- 1899 - Karl Hartl, regista, sceneggiatore e produttore cinematografico austriaco († 1978)
- 1899 - Giorgio Piamonti, attore italiano († 1966)
- 1899 - Ernst Rüdiger Starhemberg, politico austriaco († 1956)
- 1900 - Cecilia Payne Gaposchkin, astrofisica britannica († 1979)
- 1900 - Horacio Gramajo, bobbista argentino († 1943)
- 1900 - Vincent Trout Hamlin, fumettista statunitense († 1993)
- 1900 - Giovanni Lazanio, architetto italiano († 1971)
- 1900 - Roberto Sarfatti, militare italiano († 1918)
- 1900 - Elena Tjapkina, attrice sovietica († 1984)

## XX secolo(1027)
- 1901 - John Desmond Bernal, fisico e biologo britannico († 1971)
- 1901 - Sam Cowan, calciatore e allenatore di calcio inglese († 1964)
- 1901 - Luigi Gelati, calciatore italiano († 1957)
- 1901 - Max Lorenz, tenore tedesco († 1975)
- 1902 - Anatole Litvak, regista, sceneggiatore e produttore cinematografico ucraino († 1974)
- 1902 - David O. Selznick, produttore cinematografico e sceneggiatore statunitense († 1965)
- 1903 - Mario Bonvicini, ciclista su strada italiano († 1986)
- 1903 - Otto Bradfisch, economista, giurista e militare tedesco († 1994)
- 1903 - Hans Jonas, filosofo tedesco († 1993)
- 1903 - Domenico Marchetti, agronomo italiano († 1983)
- 1903 - Amedeo De Rege Thesauro, militare italiano († 1936)
- 1904 - David Brown, imprenditore britannico († 1993)
- 1904 - André Curvale, aviatore e militare francese († 1973)
- 1904 - Karl August Fink, presbitero e teologo tedesco († 1983)
- 1904 - Leonid Nikolaev, attivista russo († 1934)
- 1904 - Kurt Sucksdorff, hockeista su ghiaccio svedese († 1960)
- 1905 - Giuseppe Ierna, compositore italiano († 1991)
- 1905 - Louis Kaufman, violinista e violista statunitense († 1994)
- 1905 - Víctor Morales, calciatore cileno († 1938)
- 1905 - Karl Schulz, calciatore tedesco († 1971)
- 1905 - Virgilio Tommasi, lunghista italiano († 1998)
- 1905 - Markos Vamvakaris, musicista, cantante e compositore greco († 1972)
- 1906 - Hobbes Dino Cecchini, commediografo, giornalista e regista italiano († 1986)
- 1906 - Dumitru Petrescu, generale e politico rumeno († 1969)
- 1907 - Alfonso di Borbone-Spagna, principe spagnolo († 1938)
- 1907 - Daan van Dijk, pistard olandese († 1986)
- 1907 - Erwin Helmchen, calciatore tedesco († 1981)
- 1907 - Kalle Jalkanen, fondista finlandese († 1941)
- 1907 - Brooks McCloskey, attore statunitense († 1988)
- 1907 - Angelo Montiglio, calciatore italiano
- 1908 - Geoffrey Barraclough, storico britannico († 1984)
- 1908 - Eraldo Bedendo, calciatore e allenatore di calcio italiano († 1997)
- 1908 - Neva Carr Glyn, attrice australiana († 1975)
- 1908 - Johannes Hentschel, operaio tedesco († 1982)
- 1908 - Arturo Tofanelli, scrittore, giornalista e traduttore italiano († 1994)
- 1909 - Ignacio Agirrezabala, calciatore e imprenditore spagnolo († 1980)
- 1909 - Yoʻldosh Aʼzamov, attore, regista e drammaturgo sovietico († 1985)
- 1909 - Maybelle Carter, artista statunitense († 1978)
- 1909 - Reg Sutton, nuotatore e pallanuotista britannico († 1994)
- 1909 - Léon Van Gheem, pallanuotista belga († 1968)
- 1910 - Pietro Bellomo, calciatore italiano († 1999)
- 1910 - Eric Berne, psicologo canadese († 1970)
- 1910 - Otto Müller, pallanuotista austriaco († 1965)
- 1910 - Bernard Voorhoof, calciatore belga († 1974)
- 1911 - Alberto Soresina, compositore e musicologo italiano († 2007)
- 1912 - Olga Bancic, partigiana rumena († 1944)
- 1912 - Carino Gambacorta, storico e politico italiano († 1993)
- 1912 - Maksis Kazāks, cestista lettone († 1983)
- 1912 - Mary Anne MacLeod Trump, filantropa britannica († 2000)
- 1912 - Leo Trovati, calciatore italiano († 1979)
- 1912 - Heinrich Uukkivi, calciatore estone († 1943)
- 1913 - Aligi Barducci, militare e partigiano italiano († 1944)
- 1913 - Antonio Arias Bernal, fumettista messicano († 1960)
- 1913 - Maria Dominiani, attrice italiana († 1993)
- 1913 - Mohamed Geisa, sollevatore egiziano († 2003)
- 1913 - Raffaele Manardi, bobbista italiano († 1975)
- 1913 - Jean Orcibal, storico francese († 1991)
- 1913 - Kees Pellenaars, ciclista su strada olandese († 1988)
- 1914 - Tarachand Barjatya, produttore cinematografico indiano († 1992)
- 1914 - Umberto Bellintani, poeta italiano († 1999)
- 1914 - Luigi Giannella, militare e aviatore italiano († 2007)
- 1914 - Werner Klaas, calciatore tedesco († 1945)
- 1914 - Richard Lewis, tenore, direttore d'orchestra e insegnante inglese († 1990)
- 1914 - Charles McGraw, attore statunitense († 1980)
- 1914 - Pierre Mousel, calciatore lussemburghese († 1998)
- 1914 - Francesco Saija, politico italiano († 1965)
- 1914 - Karl Schmid, artista svizzero († 1998)
- 1914 - Karl Sutter, astista tedesco († 2003)
- 1914 - Benito Totti, pugile italiano († 1989)
- 1915 - Salah Abu Seif, regista, sceneggiatore e montatore egiziano († 1996)
- 1915 - Toni Fabris, scultore, regista e artista italiano († 1989)
- 1915 - Denis Thatcher, militare e imprenditore britannico († 2003)
- 1916 - Ivan Azdarov, sollevatore sovietico († 1993)
- 1916 - Milton Babbitt, compositore e matematico statunitense († 2011)
- 1916 - Giuseppe Calabrò, politico e avvocato italiano († 2002)
- 1916 - Gastone Manacorda, storico italiano († 2001)
- 1917 - Alberto Citterio, calciatore e allenatore di calcio italiano
- 1917 - Giovanni Battista Froggio, scrittore, poeta e giornalista italiano († 1986)
- 1917 - Margo, attrice e ballerina messicana († 1985)
- 1917 - Charlie O'Rourke, giocatore di football americano canadese († 2000)
- 1917 - Shigeo Sugiura, nuotatore giapponese († 1988)
- 1917 - Giuseppe Vaccaro, matematico italiano († 2004)
- 1918 - Peter Poreku Dery, cardinale e arcivescovo cattolico ghanese († 2008)
- 1918 - John McMullen, architetto e ingegnere statunitense († 2005)
- 1918 - Alfred Weidenmann, regista, scenografo e produttore cinematografico svizzero († 2000)
- 1919 - Tamara Ivanovna Alëšina, attrice sovietica († 1999)
- 1919 - Daniel Bell, sociologo statunitense († 2011)
- 1919 - Shigeru Chiba, giocatore di baseball e allenatore di baseball giapponese († 2002)
- 1919 - Vittorio Dagianti, calciatore e allenatore di calcio italiano († 1994)
- 1919 - Ella Grasso, politica statunitense († 1981)
- 1919 - Peter Maag, direttore d'orchestra svizzero († 2001)
- 1919 - Vittorio Vargiu, partigiano italiano († 1944)
- 1920 - Theo Aaldering, sollevatore tedesco († 1979)
- 1920 - Antonio Annaloro, tenore italiano († 1996)
- 1920 - Price Brookfield, cestista statunitense († 2006)
- 1920 - Ken Corley, cestista e giocatore di baseball statunitense († 1984)
- 1920 - Al Hendrickson, chitarrista statunitense († 2007)
- 1920 - Eva Henning, attrice svedese († 2016)
- 1920 - Eric Sturgess, tennista sudafricano († 2004)
- 1920 - Josef Svoboda, scenografo e regista teatrale ceco († 2002)
- 1920 - Elsa Vazzoler, attrice italiana († 1989)
- 1921 - Yolanda Eminescu, avvocata, giornalista e giurista rumena († 1998)
- 1921 - Fabio Fiorelli, politico italiano († 1988)
- 1921 - Altamante Logli, poeta italiano († 2007)
- 1921 - Cesare Pagani, arcivescovo cattolico italiano († 1988)
- 1922 - Margaret Field, attrice statunitense († 2011)
- 1922 - Antonio Ghirelli, giornalista, scrittore e saggista italiano († 2012)
- 1922 - Krešo Golik, regista e sceneggiatore croato († 1996)
- 1922 - Nancy Walker, attrice e regista statunitense († 1992)
- 1923 - Lynn Baggett, attrice statunitense († 1960)
- 1923 - Ruy Blas Biagi, militare italiano († 1944)
- 1923 - Elsa Camarda, attrice e doppiatrice italiana († 2011)
- 1923 - Mario Gangi, chitarrista italiano († 2010)
- 1923 - Otar Korkia, cestista e allenatore di pallacanestro sovietico († 2005)
- 1923 - Francesco Novara, psicologo italiano († 2009)
- 1923 - Rita Thermes, illustratrice e pittrice italiana († 2006)
- 1923 - Heydər Əliyev, politico azero († 2003)
- 1924 - Georges Lapassade, filosofo, sociologo e antropologo francese († 2008)
- 1924 - Maria Mauban, attrice francese († 2014)
- 1924 - Goliarda Sapienza, scrittrice, attrice e partigiana italiana († 1996)
- 1924 - Settimio Todisco, arcivescovo cattolico italiano († 2025)
- 1924 - Senta Wengraf, attrice teatrale e attrice cinematografica austriaca († 2020)
- 1924 - Zahrad, poeta armeno († 2007)
- 1925 - Nasuh Akar, lottatore turco († 1984)
- 1925 - Pete Babando, hockeista su ghiaccio statunitense († 2020)
- 1925 - Luciano Dal Falco, politico e partigiano italiano († 1992)
- 1925 - Hasse Jeppson, calciatore svedese († 2013)
- 1925 - Aleksej Leont'evič Kovalëv, militare sovietico († 1997)
- 1925 - Vasile Popescu, cestista e allenatore di pallacanestro romeno († 2003)
- 1925 - Rolf Rendtorff, teologo tedesco († 2014)
- 1925 - Néstor Rossi, calciatore e allenatore di calcio argentino († 2007)
- 1925 - Stanley Stanczyk, sollevatore statunitense († 1997)
- 1925 - Ilie Verdeț, politico romeno († 2001)
- 1926 - Franco Angrisano, attore italiano († 1996)
- 1926 - Hugo Banzer Suárez, generale e politico boliviano († 2002)
- 1926 - Bernard Philippe Groslier, archeologo e funzionario francese († 1986)
- 1926 - Alfreda Markowska, attivista polacca († 2021)
- 1926 - Otello Montanari, partigiano e politico italiano († 2018)
- 1926 - Domenico Mussino, ex calciatore italiano
- 1926 - Dilaver Toptani, cestista e pallavolista albanese
- 1927 - Angelo Abenante, politico italiano († 2024)
- 1927 - Eva Knardahl, pianista norvegese († 2006)
- 1927 - Ladislav Krnáč, allenatore di pallacanestro e giornalista slovacco († 2010)
- 1927 - György Telegdy, cestista ungherese († 2022)
- 1928 - John Forbes-Robertson, attore inglese († 2008)
- 1928 - Cristina Jorio, cantante italiana
- 1928 - Mario Pennacchia, giornalista e scrittore italiano († 2021)
- 1928 - Arnold Rüütel, politico estone († 2024)
- 1928 - Lothar Schmid, scacchista tedesco († 2013)
- 1928 - Victor Atanasie Stănculescu, politico e generale rumeno († 2016)
- 1929 - Pietro Bersia, calciatore italiano († 2002)
- 1929 - Audun Boysen, mezzofondista norvegese († 2000)
- 1929 - George Coe, attore e regista statunitense († 2015)
- 1929 - Jole De Maria, cantante lirica italiana († 2007)
- 1929 - Mel Lewis, batterista statunitense († 1990)
- 1929 - Antonine Maillet, scrittrice canadese († 2025)
- 1930 - Joel Lebowitz, fisico e matematico statunitense
- 1930 - Fernand Picot, ciclista su strada francese († 2017)
- 1930 - Mel Sembler, politico, diplomatico e imprenditore statunitense († 2023)
- 1930 - Ferdinando Sguerri, ufficiale italiano
- 1930 - George Elwood Smith, fisico statunitense († 2025)
- 1930 - Pat Summerall, giocatore di football americano e conduttore televisivo statunitense († 2013)
- 1931 - Vito Angelini, politico e operaio italiano († 1999)
- 1931 - Harry Bisbey, pallanuotista statunitense († 1992)
- 1931 - Carlo Boggio, politico italiano († 2017)
- 1931 - Luigi Concas, avvocato italiano († 2021)
- 1931 - Olja Ivanjicki, pittrice, scultrice e poetessa serba († 2009)
- 1931 - Josif Kricheli, compositore di scacchi georgiano († 1988)
- 1931 - Ichirō Nagai, attore e doppiatore giapponese († 2014)
- 1931 - Ettore Scola, regista cinematografico e sceneggiatore italiano († 2016)
- 1931 - Henri Simonet, economista e politico belga († 1996)
- 1932 - Don Bielke, cestista e allenatore di pallacanestro statunitense († 2023)
- 1932 - Pedro Cayco, nuotatore filippino
- 1932 - Pino Grioni, pittore, scultore e ceramista italiano († 2020)
- 1932 - Christiane Guhel, danzatrice su ghiaccio francese († 2023)
- 1932 - Boris Vladimirovič Jašin, regista sovietico († 2019)
- 1932 - Kōsei Kamo, tennista giapponese († 2017)
- 1932 - Desmond Koch, discobolo statunitense († 1991)
- 1932 - Christiane Kubrick, attrice, pittrice e cantante tedesca
- 1932 - Michel Leblond, allenatore di calcio e calciatore francese († 2009)
- 1933 - Liliana De Curtis, scrittrice italiana († 2022)
- 1933 - Françoise Fabian, attrice francese
- 1933 - Barbara Taylor Bradford, scrittrice e giornalista britannica († 2024)
- 1933 - Chikage Ōgi, politica e attrice giapponese († 2023)
- 1934 - Luigi Bulleri, politico italiano († 2024)
- 1934 - Enzo Cheli, giurista e costituzionalista italiano
- 1934 - Salvatore Gentile, botanico e naturalista italiano
- 1934 - Elenor Gordon, nuotatrice britannica († 2014)
- 1934 - Nardino Masu, sollevatore italiano († 2010)
- 1934 - Kōstas Mourouzīs, cestista e allenatore di pallacanestro greco († 2014)
- 1934 - Dmitri Nabokov, basso e traduttore statunitense († 2012)
- 1934 - Giulio Obici, giornalista e fotografo italiano († 2011)
- 1934 - Gary Owens, attore e doppiatore statunitense († 2015)
- 1934 - Ilijas Pašić, allenatore di calcio e calciatore jugoslavo († 2015)
- 1934 - Alvaro Sellani, ex calciatore italiano
- 1934 - Antonio Visone, scenografo e architetto italiano († 2014)
- 1935 - Moreno Martini, ostacolista italiano († 2009)
- 1935 - Massimo Righi, attore italiano († 1983)
- 1935 - Salvatore Sechi, funzionario italiano († 2015)
- 1935 - Larry Williams, cantante, compositore e pianista statunitense († 1980)
- 1936 - Antonio Ambu, ex maratoneta e mezzofondista italiano
- 1936 - Anthea Bell, traduttrice inglese († 2018)
- 1936 - Romano Bertola, compositore, paroliere e scrittore italiano († 2017)
- 1937 - Roberto Antonetto, giornalista e saggista italiano
- 1937 - Vasco Ascolini, fotografo italiano
- 1937 - Paolo Cherchi, filologo e storico della letteratura italiano
- 1937 - Gerardo D'Andrea, regista italiano († 2021)
- 1937 - Evelio Droz, cestista portoricano († 2025)
- 1937 - José Guzmán, ex cestista peruviano
- 1937 - Arthur Kopit, drammaturgo e sceneggiatore statunitense († 2021)
- 1937 - Emiko Miyamoto, pallavolista giapponese († 2023)
- 1937 - Humberto Ortiz, allenatore di calcio colombiano
- 1937 - Tamara Press, discobola e pesista sovietica († 2021)
- 1937 - Fulvio Tessitore, filosofo, storico della filosofia e politico italiano
- 1938 - French Chang-Him, vescovo anglicano seychellese († 2023)
- 1938 - Bruno Di Bello, pittore e fotografo italiano († 2019)
- 1938 - Giovanni Grabesu, calciatore italiano († 2001)
- 1938 - Anthony Joseph O'Connell, vescovo cattolico irlandese († 2012)
- 1938 - Manuel Santana, tennista spagnolo († 2021)
- 1938 - Vladimir Semënov, pallanuotista sovietico († 2016)
- 1938 - Marina Vlady, attrice francese
- 1938 - Maksim Dmitrievič Šostakovič, direttore d'orchestra e pianista russo
- 1939 - Wayne Cochran, cantante statunitense († 2017)
- 1939 - Robert Darnton, storico statunitense
- 1939 - Irio De Paula, chitarrista e compositore brasiliano († 2017)
- 1939 - Elena Lagorara, ginnasta italiana († 2003)
- 1939 - Franco Pacini, astrofisico italiano († 2012)
- 1939 - Janusz Różycki, ex schermidore polacco
- 1939 - Mary Sears, ex nuotatrice statunitense
- 1939 - Bob Valentine, ex arbitro di calcio scozzese
- 1939 - Witold Woyda, schermidore polacco († 2008)
- 1940 - Arthur Alexander, cantautore statunitense († 1993)
- 1940 - Taurean Blacque, attore statunitense († 2022)
- 1940 - Dominic Candeloro, storico statunitense
- 1940 - Wayne Walter Dyer, psicologo e scrittore statunitense († 2015)
- 1940 - Sven-Gunnar Larsson, ex calciatore svedese
- 1940 - Alessandro Metz, regista e sceneggiatore italiano
- 1940 - Vicente Miera, allenatore di calcio e ex calciatore spagnolo
- 1940 - Nello Polese, politico e ingegnere italiano
- 1940 - Harry Villegas, militare cubano († 2019)
- 1940 - Simona Weller, pittrice italiana
- 1941 - Caroline Walker Bynum, storica statunitense
- 1941 - Ken Kennedy, rugbista a 15 e medico britannico († 2022)
- 1941 - Hammy McMeechan, calciatore australiano († 2012)
- 1941 - Adolfo Natalini, architetto italiano († 2020)
- 1941 - Claude Robin, calciatore francese († 2010)
- 1941 - Nicholas Sand, chimico statunitense († 2017)
- 1941 - Georgi Stojkovski, triplista bulgaro († 2023)
- 1942 - Gilbert Aubry, vescovo cattolico francese
- 1942 - Jim Calhoun, allenatore di pallacanestro statunitense
- 1942 - Carl Douglas, cantante giamaicano
- 1942 - Fernando Ferreira Pinto, ex calciatore portoghese
- 1942 - Margaret Iwasaki, ex nuotatrice canadese
- 1942 - Rune Leinås, ex cestista svedese
- 1942 - Ingram Marshall, compositore e docente statunitense († 2022)
- 1942 - Giuseppe Tripaldi, giornalista italiano († 2024)
- 1943 - Andrzej Badeński, velocista polacco († 2008)
- 1943 - Liu Chao-shiuan, politico taiwanese
- 1943 - David Clennon, attore statunitense
- 1943 - José del Castillo, calciatore peruviano († 2023)
- 1943 - Judith Jamison, ballerina, coreografa e direttrice artistica statunitense († 2024)
- 1943 - Wolfgang Porsche, imprenditore e manager tedesco
- 1943 - Roberto Tortoli, politico e dirigente d'azienda italiano
- 1943 - Nicola Zamboni, scultore italiano († 2023)
- 1944 - Jim Abrahams, sceneggiatore e regista statunitense († 2024)
- 1944 - Gunnar Asmussen, ex pistard danese
- 1944 - Giuliano Ghelli, pittore e scultore italiano († 2014)
- 1944 - Jackie Lomax, cantante e chitarrista britannico († 2013)
- 1944 - Armin Pinggera, politico italiano
- 1944 - Marie-France Pisier, attrice francese († 2011)
- 1944 - Merritt Ruhlen, etnologo e linguista statunitense († 2021)
- 1945 - Christakīs Adamou, ex calciatore cipriota
- 1945 - Giancarlo Gloder, ex pattinatore di velocità su ghiaccio italiano
- 1945 - David Huffman, attore statunitense († 1985)
- 1945 - Anna Maria Isastia, storica e docente italiana
- 1945 - Little Bob, cantante italiano
- 1945 - Gary Visconti, ex pattinatore artistico su ghiaccio statunitense
- 1945 - Mats Wahl, scrittore svedese
- 1946 - Klaus Ager, compositore e direttore d'orchestra austriaco
- 1946 - Graham Gouldman, cantante e chitarrista britannico
- 1946 - Ruedi Imbach, filosofo e medievista svizzero
- 1946 - Maureen Lipman, attrice britannica
- 1946 - Dave Mason, musicista, cantante e chitarrista britannico
- 1946 - Piotr Paleczny, pianista polacco
- 1946 - Donovan, cantautore e musicista britannico
- 1946 - Diego Pini, dirigente sportivo italiano († 2014)
- 1946 - Necula Răducanu, ex calciatore rumeno
- 1946 - Luciana Sbarbati, politica italiana
- 1946 - Ken Yoshizawa, attore giapponese
- 1947 - Giorgio Barbieri, allenatore di pallavolo e ex pallavolista italiano
- 1947 - Arnaud Beauville, matematico francese
- 1947 - Barbara Cox, dirigente sportiva, allenatrice di calcio e ex calciatrice neozelandese
- 1947 - Lin Dunn, allenatrice di pallacanestro statunitense
- 1947 - John Evanson, ex calciatore inglese
- 1947 - Jay Ferguson, musicista e compositore statunitense
- 1947 - Jim Leeker, ex calciatore statunitense
- 1947 - Salvatore Mazzamuto, giurista italiano
- 1947 - Marion Ramsey, attrice statunitense († 2021)
- 1947 - Colin Stein, ex calciatore scozzese
- 1947 - Soe Win, generale e politico birmano († 2007)
- 1947 - Greg Wittman, ex cestista statunitense
- 1947 - Vincenzo Zaccheo, politico italiano
- 1947 - Theo van de Sande, direttore della fotografia olandese
- 1948 - Rosanna Benzi, attivista, giornalista e scrittrice italiana († 1991)
- 1948 - Miuccia Prada, stilista e imprenditrice italiana
- 1948 - Birutė Galdikas, antropologa, climatologa e ambientalista canadese
- 1948 - Francesco Bruno, criminologo, medico e funzionario italiano († 2023)
- 1948 - Meg Foster, attrice statunitense
- 1948 - Ani Kavafian, docente e violinista statunitense
- 1948 - Mike Kelly, politico statunitense
- 1948 - Adolfo Porrata, ex cestista portoricano
- 1948 - Tamás Vicsek, fisico ungherese
- 1949 - Michel Coroller, ex ciclista su strada francese
- 1949 - Mike Maloy, cestista e allenatore di pallacanestro statunitense († 2009)
- 1949 - Satoshi Mori, ex cestista giapponese
- 1949 - Hans Reichel, inventore tedesco († 2011)
- 1950 - Mick Bolton, chitarrista britannico
- 1950 - Natal'ja Bondarčuk, attrice e regista russa
- 1950 - František Halíř, ex slittinista cecoslovacco
- 1950 - Fernando Pereira, fotografo portoghese († 1985)
- 1950 - Joseph Ruben, regista statunitense
- 1950 - Andrzej Szarmach, ex calciatore e allenatore di calcio polacco
- 1950 - Ted Wilson, pastore protestante statunitense
- 1951 - Adriano Capra, ex calciatore italiano
- 1951 - Peter Carravetta, filosofo, poeta e traduttore italiano
- 1951 - Claudio Ciceri, ex calciatore italiano
- 1951 - Tarcisio Grandi, politico italiano († 2021)
- 1951 - Steve Gunderson, politico statunitense
- 1951 - Petra Hammesfahr, scrittrice tedesca
- 1951 - Christine Muzio, schermitrice francese († 2018)
- 1951 - Barry Parkhill, ex cestista e allenatore di pallacanestro statunitense
- 1951 - Claude Perrot, ex sciatore alpino francese
- 1951 - Kevin William Vann, vescovo cattolico statunitense
- 1952 - Francisco Aguilar Fernández, ex calciatore spagnolo
- 1952 - Kikki Danielsson, cantante svedese
- 1952 - Al Eberhard, ex cestista statunitense
- 1952 - Carla Galvan, scrittrice, traduttrice e filantropa italiana
- 1952 - Roland Kaiser, cantante tedesco
- 1952 - Monika Kaserer, ex sciatrice alpina austriaca
- 1952 - Vanderlei Luxemburgo, ex calciatore e allenatore di calcio brasiliano
- 1952 - Ivo Perissinotto, calciatore italiano († 2017)
- 1952 - Takeo Sakai, giocatore di bowling giapponese
- 1952 - Masaki Yokotani, ex calciatore giapponese
- 1953 - Peter Borwein, matematico canadese († 2020)
- 1953 - Laura Bosio, scrittrice italiana
- 1953 - Sergio Giordani, politico e dirigente sportivo italiano
- 1953 - Rudy Hackett, ex cestista statunitense
- 1953 - Preben Jørgensen, ex calciatore norvegese
- 1953 - Roman Rosul, ex calciatore statunitense
- 1953 - Ralf Rothmann, scrittore, poeta e drammaturgo tedesco
- 1953 - Tito Santana, ex wrestler statunitense
- 1953 - Evert Skoglund, ex calciatore italiano
- 1953 - Yekta Uzunoğlu, scrittore, traduttore e medico turco
- 1953 - Jim Zorn, ex giocatore di football americano e allenatore di football americano statunitense
- 1954 - Robin Croker, ex pistard britannico
- 1954 - Pier Luigi Giani, ex calciatore italiano
- 1954 - Salvatore Giuliano, mafioso e collaboratore di giustizia italiano
- 1954 - Amos Guttman, regista israeliano († 1993)
- 1954 - Mike Hagerty, attore statunitense († 2022)
- 1954 - Scott McCaughey, cantante e chitarrista statunitense
- 1954 - Barrington Pheloung, compositore e direttore d'orchestra australiano († 2019)
- 1954 - Mihai Stoichiță, allenatore di calcio e ex calciatore rumeno
- 1954 - Anatolij Čukanov, ciclista su strada russo († 2021)
- 1955 - Mark David Chapman, criminale statunitense
- 1955 - Andy J. Forest, chitarrista, armonicista e cantante statunitense
- 1955 - Carlo Nesti, giornalista, telecronista sportivo e scrittore italiano
- 1955 - Elie Samaha, imprenditore e produttore cinematografico libanese
- 1955 - Laurent Spielvogel, attore francese
- 1955 - Rick Steves, scrittore, attivista e personaggio televisivo statunitense
- 1956 - Susanne Augustesen, ex calciatrice danese
- 1956 - Susanna Blättler, giornalista e autrice televisiva italiana
- 1956 - Yves Jacques, attore canadese
- 1956 - Andrej Krylov, ex nuotatore sovietico
- 1956 - Vladislav Nikolaevič List'ev, giornalista russo († 1995)
- 1956 - Stefano Marroni, giornalista italiano
- 1956 - Paige O'Hara, attrice, cantante e doppiatrice statunitense
- 1956 - Jonathan Roberts, sceneggiatore e produttore televisivo statunitense
- 1956 - Sara Sperati, attrice e cantante italiana
- 1956 - Marino Zorzato, politico italiano
- 1957 - Vladimir Alikin, ex biatleta sovietico
- 1957 - Fausto Fawcett, cantante e scrittore brasiliano
- 1957 - Michele Fedrigotti, pianista, compositore e arrangiatore italiano
- 1957 - Fathi Hassan, pittore e scultore egiziano
- 1957 - Karl Hyde, musicista e cantante britannico
- 1957 - Alex Jennings, attore britannico
- 1957 - Phil Mahre, ex sciatore alpino statunitense
- 1957 - Steve Mahre, ex sciatore alpino statunitense
- 1957 - Sid Vicious, bassista e cantante britannico († 1979)
- 1958 - Maurizio Belpietro, giornalista, opinionista e autore televisivo italiano
- 1958 - John Bonello, ex calciatore maltese
- 1958 - Gaétan Boucher, ex pattinatore di velocità su ghiaccio e pattinatore di short track canadese
- 1958 - Hans Enn, ex sciatore alpino austriaco
- 1958 - Takashi Irie, ex lottatore giapponese
- 1958 - Harri Kirvesniemi, ex fondista finlandese
- 1958 - Ellen Ochoa, ex astronauta e ingegnera statunitense
- 1958 - Rick Santorum, politico statunitense
- 1958 - Joseba Segura Etxezarraga, vescovo cattolico spagnolo
- 1958 - Ralf Zumdick, allenatore di calcio, dirigente sportivo e ex calciatore tedesco
- 1959 - Jean-Marie Benoît Balla, vescovo cattolico camerunese († 2017)
- 1959 - Fabio Ferri, ex calciatore italiano
- 1959 - Cindy Hyde-Smith, politica statunitense
- 1959 - Ville Itälä, politico finlandese
- 1959 - Agustin Kola, allenatore di calcio e ex calciatore albanese
- 1959 - Paola Mariani, politica italiana
- 1959 - Francesco Ricci, politico e medico italiano
- 1959 - Victoria Rowell, attrice e ex modella statunitense
- 1959 - Danny Schayes, ex cestista statunitense
- 1960 - Luca Carra, giornalista e saggista italiano
- 1960 - John Curtis, politico statunitense
- 1960 - Murray Eaves, allenatore di hockey su ghiaccio e ex hockeista su ghiaccio canadese
- 1960 - Aldo Fantoni, ex maratoneta italiano
- 1960 - Richard Graham, attore britannico
- 1960 - Dean Heller, politico statunitense
- 1960 - Bono, cantautore, attivista e compositore irlandese
- 1960 - Bruno Madinier, attore francese
- 1960 - Angela Madsen, atleta paralimpica statunitense († 2020)
- 1960 - Abednigo Ngcobo, calciatore sudafricano († 2014)
- 1960 - Tore Nilsen, ex calciatore norvegese
- 1960 - Fortunatus Nwachukwu, arcivescovo cattolico e diplomatico nigeriano
- 1960 - Fortunato Ortombina, direttore artistico italiano
- 1960 - Merlene Ottey, ex velocista giamaicana
- 1961 - Piero Barbareschi, pianista italiano
- 1961 - Danny Carey, batterista statunitense
- 1961 - Roberto Cotroneo, scrittore, giornalista e critico letterario italiano
- 1961 - Massimo Liberati, ex kickboxer italiano
- 1961 - Francesco Martone, attivista e ex politico italiano
- 1961 - Luciano Mirone, giornalista e saggista italiano
- 1961 - Kim Nye, ex calciatrice e allenatrice di calcio neozelandese
- 1961 - Park Yang-gye, ex cestista sudcoreana
- 1961 - Blyth Tait, fantino neozelandese
- 1961 - Johanna ter Steege, attrice olandese
- 1962 - Marc Brys, allenatore di calcio e ex calciatore belga
- 1962 - Gao Sheng, allenatore di calcio e ex calciatore cinese
- 1962 - John Ngugi, ex mezzofondista keniota
- 1962 - Hugo Alejandro Pineda Vargas, ex calciatore messicano
- 1962 - Patrizia Tamà, scrittrice e giornalista italiana
- 1962 - Bertrand Westphal, docente francese
- 1962 - José Youshimatz, ex pistard messicano
- 1962 - Ənvər Çingizoğlu, storico, giornalista e scrittore azero († 2022)
- 1963 - Bether Achieng Akuno, ex cestista keniota
- 1963 - Mark Finlay, ex rugbista a 15 neozelandese
- 1963 - Masashi Fujimoto, attore, cantante e musicista giapponese
- 1963 - Stefan Höck, ex biatleta tedesco occidentale
- 1963 - Rich Moore, regista e produttore cinematografico statunitense
- 1963 - Lisa Nowak, ex astronauta statunitense
- 1963 - Suzan-Lori Parks, drammaturga, sceneggiatrice e scrittrice statunitense
- 1963 - Tea Ranno, scrittrice italiana
- 1963 - Melba Ruffo, attrice, ex modella e conduttrice televisiva dominicana
- 1963 - Hiroo Shima, ex saltatore con gli sci giapponese
- 1963 - Ziad Tlemçani, ex calciatore tunisino
- 1963 - Oksana Puškina, giornalista e politica russa
- 1964 - Sofia Amoddio, politica italiana
- 1964 - Diego Baiardi, pianista e tastierista italiano
- 1964 - Gitta Connemann, avvocato e politica tedesca
- 1964 - Emmanuelle Devos, attrice francese
- 1964 - Velimir Gašić, allenatore di pallacanestro serbo
- 1964 - Luca Gattuso, conduttore radiofonico e giornalista italiano
- 1964 - Massimo Iacopini, ex cestista e dirigente sportivo italiano
- 1964 - Mario Panzeri, alpinista italiano
- 1964 - Mike Richmond, ex cestista statunitense
- 1965 - Linda Evangelista, supermodella canadese
- 1965 - Greg Fasala, ex nuotatore australiano
- 1965 - DJ Giuseppe, conduttore radiofonico e disc jockey italiano
- 1965 - Etsuko Handa, allenatrice di calcio e ex calciatrice giapponese
- 1965 - Juan Francisco Rodríguez Herrera, allenatore di calcio e ex calciatore spagnolo
- 1965 - Michael Regener, cantante e chitarrista tedesco
- 1965 - Muharrem Sahiti, dirigente sportivo, allenatore di calcio e ex calciatore kosovaro
- 1965 - Rony Seikaly, ex cestista libanese
- 1965 - Mauro Suma, giornalista e telecronista sportivo italiano
- 1965 - Kiyoyuki Yanada, doppiatore giapponese († 2022)
- 1966 - Dirk van den Berg, regista, produttore cinematografico e sceneggiatore tedesco
- 1966 - Jason Brooks, attore statunitense
- 1966 - Ömer Büyükaycan, ex cestista turco
- 1966 - Imelda Chiappa, ex ciclista su strada italiana
- 1966 - Wade Dominguez, attore statunitense († 1998)
- 1966 - Jonathan Edwards, ex triplista britannico
- 1966 - Anne Elvebakk, biatleta e fondista norvegese
- 1966 - Florian Ferracci, pilota motociclistico francese
- 1966 - Angelika Hurler, ex sciatrice alpina tedesca
- 1966 - David Mackenzie, regista e sceneggiatore britannico
- 1966 - Ronni Reis, ex tennista statunitense
- 1966 - Adriaan Richter, ex rugbista a 15 sudafricano
- 1966 - Pete Stauber, politico e ex hockeista su ghiaccio statunitense
- 1966 - Greg Van Emburgh, ex tennista statunitense
- 1967 - Raffaele Cecco, autore di videogiochi britannico
- 1967 - Antje Harvey, ex sciatrice nordica tedesca
- 1967 - Derek Hilland, tastierista statunitense
- 1967 - Emilio Marrese, giornalista, scrittore e conduttore radiofonico italiano
- 1967 - Simona Patitucci, doppiatrice, cantante e attrice italiana
- 1967 - Andrea Romano, politico e storico italiano
- 1967 - Jon Ronson, giornalista, scrittore e sceneggiatore britannico
- 1967 - Jason Rothenberg, produttore televisivo e sceneggiatore statunitense
- 1967 - Nobuhiro Takeda, ex calciatore giapponese
- 1967 - Pierluigi Ussorio, ex tiratore a segno italiano
- 1967 - Young MC, rapper britannico
- 1968 - Bertrand Badré, imprenditore francese
- 1968 - Roberto Bondì, storico della scienza e storico della filosofia italiano
- 1968 - Igor Boni, politico e attivista italiano
- 1968 - Davide Cantarello, ex cestista e allenatore di pallacanestro italiano
- 1968 - Pampos Christofī, ex calciatore cipriota
- 1968 - Alice Coote, mezzosoprano britannico
- 1968 - Franz von Holzhausen, designer statunitense
- 1968 - Moritz Kleine-Brockhoff, ex cestista e giornalista tedesco
- 1968 - Emilija Kokić, cantante croata
- 1968 - Emanuele Manco, giornalista e scrittore italiano
- 1968 - Erik Palladino, attore statunitense
- 1968 - Richard Patrick, cantante e chitarrista statunitense
- 1968 - William Regal, ex wrestler britannico
- 1968 - Ciro Alessandro Sacco, opinionista e saggista italiano
- 1968 - Adrian Scarborough, attore britannico
- 1968 - Lamont Strothers, ex cestista statunitense
- 1968 - Stewart Wieck, autore di giochi statunitense († 2017)
- 1968 - Markus Zoecke, ex tennista tedesco
- 1968 - Tat'jana Šikolenko, ex giavellottista russa
- 1969 - Dennis Bergkamp, dirigente sportivo, allenatore di calcio e ex calciatore olandese
- 1969 - Laura Casarotto, dirigente d'azienda italiana
- 1969 - Kim Jong-kun, ex calciatore sudcoreano
- 1969 - Tinos Lappas, ex calciatore svedese
- 1969 - Hilary Lindh, ex sciatrice alpina statunitense
- 1969 - Javier Margas, ex calciatore cileno
- 1969 - Judson Mills, attore statunitense
- 1969 - Jon Parry, ex giocatore di calcio a 5 statunitense
- 1969 - Sally Phillips, attrice britannica
- 1969 - Zoran Primorac, tennistavolista croato
- 1969 - Rebecca Root, attrice britannica
- 1969 - John Scalzi, scrittore e blogger statunitense
- 1969 - Andrea Sigona, musicista italiano
- 1969 - Bob Sinclar, disc jockey e produttore discografico francese
- 1969 - Lenny Venito, attore e doppiatore statunitense
- 1970 - Harald Egger, ex hockeista su ghiaccio italiano
- 1970 - Mihai Fifor, politico rumeno
- 1970 - Craig Mack, rapper statunitense († 2018)
- 1970 - Gabriela Montero, pianista venezuelana
- 1970 - Gina Philips, attrice statunitense
- 1970 - Dallas Roberts, attore statunitense
- 1970 - David Weir, dirigente sportivo, allenatore di calcio e ex calciatore scozzese
- 1970 - Matteo Zhen Xuebin, vescovo cattolico cinese
- 1970 - Antar Zouabri, terrorista algerino († 2002)
- 1970 - Kemal Özdeş, allenatore di calcio e ex calciatore turco
- 1971 - Yassir Al-Taifi, ex calciatore saudita
- 1971 - Gianantonio Bulgheroni, ex cestista, ex rugbista a 15 e dirigente sportivo italiano
- 1971 - Priska Doppmann, ex ciclista su strada svizzera
- 1971 - Adriano Giannini, attore e doppiatore italiano
- 1971 - Vegard Høidalen, giocatore di beach volley norvegese
- 1971 - Monisha Kaltenborn, manager e dirigente sportiva indiana
- 1971 - Kim Jong-nam, politico e militare nordcoreano († 2017)
- 1971 - Kim Nam-joo, attrice sudcoreana
- 1971 - Luan Krasniqi, ex pugile albanese
- 1971 - Denis Krivošlykov, ex pallamanista russo
- 1971 - André Lima, allenatore di calcio a 5, ex giocatore di calcio a 5 e ex calciatore portoghese
- 1971 - Tomasz Lipiec, ex marciatore, giornalista e politico polacco
- 1971 - Doris Neuner, ex slittinista austriaca
- 1971 - Paola Pivi, artista italiana
- 1971 - Leslie Stefanson, attrice, scultrice e ex modella statunitense
- 1971 - Erik Stock, ex calciatore norvegese
- 1971 - Ådne Søndrål, ex pattinatore di velocità su ghiaccio norvegese
- 1971 - Stefano Vogogna, attore e comico italiano
- 1971 - Tomasz Wałdoch, ex calciatore polacco
- 1971 - Scott Walker, regista neozelandese
- 1971 - Katja Woywood, attrice tedesca
- 1971 - Natsumi Yanase, doppiatrice e attrice giapponese
- 1971 - Beat Zberg, ex ciclista su strada svizzero
- 1972 - Cary Guffey, attore statunitense
- 1972 - Radosław Majdan, ex calciatore polacco
- 1972 - Miloš Milošević, ex nuotatore croato
- 1972 - Georgi Nemsadze, ex calciatore georgiano
- 1972 - Tara Nott, ex sollevatrice statunitense
- 1972 - Rodrigo Patricio Ruiz, ex calciatore cileno
- 1972 - Katja Seizinger, ex sciatrice alpina tedesca
- 1972 - Christian Wörns, allenatore di calcio, dirigente sportivo e ex calciatore tedesco
- 1973 - Gareth Ainsworth, allenatore di calcio e ex calciatore inglese
- 1973 - Beatrice Alemagna, scrittrice e illustratrice italiana
- 1973 - Steve Berra, skater statunitense
- 1973 - Youssef Chippo, ex calciatore marocchino
- 1973 - Jacopo Cuttini, allenatore di pallavolo italiano
- 1973 - Gaetano De Rosa, ex calciatore italiano
- 1973 - Joshua Eagle, allenatore di tennis e ex tennista australiano
- 1973 - Tana French, scrittrice e attrice teatrale statunitense
- 1973 - Aviv Geffen, musicista, cantautore e produttore discografico israeliano
- 1973 - Lesli Margherita, attrice e cantante statunitense
- 1973 - Kevin McBride, ex pugile irlandese
- 1973 - Ganiyu Owolabi, ex calciatore nigeriano
- 1973 - Răzvan Petcu, ex nuotatore rumeno
- 1973 - Mahmud Qurbanov, allenatore di calcio e ex calciatore azero
- 1973 - Ollie le Roux, ex rugbista a 15 e allenatore di rugby a 15 sudafricano
- 1973 - Rüştü Reçber, ex calciatore turco
- 1973 - Jerome Williams, ex cestista statunitense
- 1973 - Katsutomo Ōshiba, allenatore di calcio e ex calciatore giapponese
- 1974 - Alessandro Baronciani, fumettista e illustratore italiano
- 1974 - Jon Beare, canottiere canadese († 2023)
- 1974 - Mauro Calibani, arrampicatore italiano
- 1974 - Séverine Caneele, attrice belga
- 1974 - A-Plus, rapper e beatmaker statunitense
- 1974 - Fabio Di Sole, allenatore di calcio e ex calciatore italiano
- 1974 - Doc Gynéco, rapper e cantante francese
- 1974 - Vincenzo Garruti, politico italiano
- 1974 - Ettore Guidetti, allenatore di pallavolo italiano
- 1974 - Craig Hall, attore neozelandese
- 1974 - Catherine McCord, supermodella e attrice statunitense
- 1974 - Junji Nishizawa, ex calciatore giapponese
- 1974 - Liviu Pop, politico e sindacalista rumeno
- 1974 - Peter Van Elswyk, ex cestista canadese
- 1974 - Sylvain Wiltord, allenatore di calcio e ex calciatore francese
- 1975 - Andrea Anders, attrice statunitense
- 1975 - Branka Bebić, modella croata
- 1975 - Torbjørn Brundtland, tastierista norvegese
- 1975 - Hélio Castroneves, pilota automobilistico brasiliano
- 1975 - Adam Deadmarsh, ex hockeista su ghiaccio statunitense
- 1975 - Hazem Emam, ex calciatore egiziano
- 1975 - Tommaso Ghirardi, imprenditore e dirigente sportivo italiano
- 1975 - Christelle Gros, ex biatleta francese
- 1975 - Nicola Hughes, attrice teatrale, cantante e ballerina britannica
- 1975 - Luca Infascelli, sceneggiatore italiano
- 1975 - Irina, cantante finlandese
- 1975 - Gary Jones, ex calciatore inglese
- 1975 - Carsten Jung, ballerino tedesco
- 1975 - Ueli Kestenholz, ex snowboarder svizzero
- 1975 - Hernán Mazino, ex rugbista a 15 e allenatore di rugby a 15 argentino
- 1975 - Leonel Noriega, calciatore guatemalteco
- 1975 - Barbara Nowacka, politica polacca
- 1975 - Artur Pontek, attore, doppiatore e direttore del doppiaggio polacco
- 1976 - Gabriele Aldegani, allenatore di calcio e ex calciatore italiano
- 1976 - Romain Barnier, ex nuotatore francese
- 1976 - Andreas Brännström, allenatore di calcio e ex calciatore svedese
- 1976 - Luigi D'Eramo, politico italiano
- 1976 - Claudio Flores, ex calciatore uruguaiano
- 1976 - Pablo Fernando Hernández, ex calciatore uruguaiano
- 1976 - Steve Howard, ex calciatore inglese
- 1976 - Joshua J. Johnson, ex velocista statunitense
- 1976 - Ko Lai Chak, ex tennistavolista hongkonghese
- 1976 - Sven Montgomery, ex ciclista su strada e dirigente sportivo svizzero
- 1976 - Rania Prassa, ex cestista greca
- 1976 - Nykesha Sales, ex cestista statunitense
- 1976 - Nakia Sanford, ex cestista statunitense
- 1976 - Jan Vacek, ex tennista ceco
- 1977 - Amanda Borden, ex ginnasta statunitense
- 1977 - Henri Camara, ex calciatore senegalese
- 1977 - Brahima Cissé, ex calciatore burkinabé
- 1977 - Nick Heidfeld, ex pilota automobilistico tedesco
- 1977 - Denise Ho, cantante, attrice e attivista hongkonghese
- 1977 - Anna Kareeva, ex pallamanista russa
- 1977 - Todd Lowe, attore statunitense
- 1977 - Anna Maxwell Martin, attrice britannica
- 1977 - Norris McCleary, ex giocatore di football americano statunitense
- 1977 - Sergej Nakarjakov, trombettista russo
- 1977 - Tosawi Piovani, doppiatrice italiana
- 1977 - Hugo Silva, attore spagnolo
- 1977 - Sue Tonise, calciatore samoano americano
- 1977 - Michele Van Gorp, ex cestista, allenatrice di pallacanestro e dirigente sportiva statunitense
- 1978 - Nayef Al Khater, ex calciatore qatariota
- 1978 - Nausicaa Giulia Bianchi, fotografa italiana
- 1978 - César Caneda, ex calciatore spagnolo
- 1978 - Carles Castillejo, mezzofondista e maratoneta spagnolo
- 1978 - Bruno Cheyrou, ex calciatore francese
- 1978 - Mithat Demirel, ex cestista e dirigente sportivo tedesco
- 1978 - Corri English, attrice statunitense
- 1978 - Patrik Fredholm, ex calciatore svedese
- 1978 - Todd Gloria, politico statunitense
- 1978 - Wade Helliwell, ex cestista australiano
- 1978 - Marcelo Moretto, ex calciatore brasiliano
- 1978 - Reinaldo Navia, ex calciatore cileno
- 1978 - Krisztina Papp, ex cestista ungherese
- 1978 - Cosimo Petraroli, politico italiano
- 1978 - Lalla Salma, marocchina
- 1978 - Kenan Thompson, attore e doppiatore statunitense
- 1978 - Gaetano Vastola, allenatore di calcio e ex calciatore italiano
- 1978 - Daisuke Yamai, ex giocatore di baseball e allenatore di baseball giapponese
- 1978 - Marcelien de Koning, ex velista olandese
- 1978 - Gürgen Öz, attore turco
- 1979 - Kaironnisam Sahabudin Hussain, ex calciatore malese
- 1979 - Wiradech Kothny, schermidore tedesco
- 1979 - Rémy Martin, rugbista a 15 francese
- 1979 - José Mota, ex calciatore brasiliano
- 1979 - Stefano Pecci, pentatleta italiano
- 1979 - Anna Prchal, ex sciatrice alpina canadese
- 1979 - Greg Stempin, ex cestista statunitense
- 1979 - Iiro Tenngren, ex cestista finlandese
- 1979 - Marieke Vervoort, atleta paralimpica belga († 2019)
- 1980 - Karoline Dyhre Breivang, ex pallamanista norvegese
- 1980 - Carlos Bueno, ex calciatore uruguaiano
- 1980 - Espen Bugge Pettersen, dirigente sportivo e ex calciatore norvegese
- 1980 - Zaho, cantante algerina
- 1980 - Honey Galvani, ex sciatrice alpina italiana
- 1980 - Kiril Lazarov, ex pallamanista e allenatore di pallamano macedone
- 1980 - Michaël Llodra, allenatore di tennis e ex tennista francese
- 1980 - Alberto Marchesan, ex calciatore italiano
- 1980 - Tommy Øren, calciatore norvegese
- 1980 - Jaco Peyper, arbitro di rugby a 15 sudafricano
- 1980 - Anatolij Poljakov, ex nuotatore russo
- 1980 - Madeleine Sami, attrice, comica e regista neozelandese
- 1980 - Nicolas Touzaint, cavaliere francese
- 1980 - Mary Whipple, canottiera statunitense
- 1980 - Josh Young, attore e cantante statunitense
- 1980 - Ol'ga Zabelinskaja, ciclista su strada e pistard russa
- 1981 - Mohammed Rabia Al-Noobi, ex calciatore omanita
- 1981 - Koko Archibong, ex cestista statunitense
- 1981 - Fred Berger, produttore cinematografico statunitense
- 1981 - Brandon Cantu, giocatore di poker statunitense
- 1981 - Samuel Dalembert, ex cestista haitiano
- 1981 - Moisés Dueñas, ex ciclista su strada spagnolo
- 1981 - Nicolás Frutos, ex calciatore argentino
- 1981 - Arkadiusz Gołaś, pallavolista polacco († 2005)
- 1981 - Katori Hall, drammaturga statunitense
- 1981 - Leon Johnson, ex calciatore grenadino
- 1981 - Peter Kiška, ex calciatore slovacco
- 1981 - Ersid Ljuca, ex cestista albanese
- 1981 - Dmytro Lysenko, tuffatore ucraino
- 1981 - Ersin Mehmedović, ex calciatore serbo
- 1981 - Pina Picierno, politica italiana
- 1981 - Humberto Suazo, calciatore cileno
- 1981 - Tom Vek, musicista e polistrumentista britannico
- 1981 - Péter Ács, scacchista ungherese
- 1982 - Adebayo Akinfenwa, ex calciatore inglese
- 1982 - Juan Pablo Avendaño, ex calciatore argentino
- 1982 - Łukasz Bodnar, ex ciclista su strada polacco
- 1982 - Evans Cheruiyot, maratoneta keniota
- 1982 - Petr Čoupek, calciatore ceco
- 1982 - Stefanos Dedas, allenatore di pallacanestro greco
- 1982 - Željko Đokić, ex calciatore bosniaco
- 1982 - Stephanie Gandy, ex cestista statunitense
- 1982 - Vittorio Iannuzzo, pilota motociclistico italiano
- 1982 - Bekir Karayel, ex maratoneta turco
- 1982 - Fərid Mansurov, ex lottatore azero
- 1982 - Giuseppe Saccà, produttore cinematografico e attore italiano
- 1982 - Daniel Sereinig, ex calciatore svizzero
- 1983 - Andrej Aščev, pallavolista russo
- 1983 - Issam Badda, calciatore marocchino
- 1983 - David Barral, ex calciatore spagnolo
- 1983 - Franklin Cale, ex calciatore sudafricano
- 1983 - Pavlo El'janov, scacchista ucraino
- 1983 - Gustav Fridolin, politico e giornalista svedese
- 1983 - Gaël Germany, ex calciatore francese
- 1983 - Massimo Giacoppo, pallanuotista italiano
- 1983 - Matej Kazár, biatleta slovacco
- 1983 - Cecilia Liñeira, ex cestista argentina
- 1983 - Paweł Raczkowski, arbitro di calcio polacco
- 1983 - Civard Sprockel, ex calciatore olandese
- 1983 - Zac Taylor, ex giocatore di football americano e allenatore di football americano statunitense
- 1983 - Jeremy Trueblood, giocatore di football americano statunitense
- 1983 - Natalia Zabala, modella spagnola
- 1984 - Alana Boyd, ex astista australiana
- 1984 - Emmanuel Callender, velocista trinidadiano
- 1984 - Pedro Cary, ex giocatore di calcio a 5 portoghese
- 1984 - Federica De Cola, attrice italiana
- 1984 - Aslı Enver, attrice turca
- 1984 - Sabina Hafner, ex bobbista e ex skeletonista svizzera
- 1984 - Sarah Katsoulis, nuotatrice australiana
- 1984 - Serhij Kovalenko, ex calciatore ucraino
- 1984 - Danilo Larangeira, ex calciatore brasiliano
- 1984 - Ben May, ex calciatore inglese
- 1984 - Toni Müller, giocatore di curling svizzero
- 1984 - Ricardo Pierre-Louis, ex calciatore haitiano
- 1984 - Martin Smedberg-Dalence, ex calciatore e allenatore di calcio svedese
- 1984 - Michal Šimečka, giornalista, politologo e politico slovacco
- 1985 - Andrea Alberti, hockeista in-line e ex hockeista su ghiaccio italiano
- 1985 - Odette Annable, attrice statunitense
- 1985 - Adrien Deghelt, ostacolista belga
- 1985 - Diego Tardelli, ex calciatore brasiliano
- 1985 - Mauro Finetto, ex ciclista su strada italiano
- 1985 - Ryan Getzlaf, hockeista su ghiaccio canadese
- 1985 - Abbas Hassan, ex calciatore libanese
- 1985 - Gustavo Lorenzetti, ex calciatore argentino
- 1985 - David Miranda, politico, attivista e giornalista brasiliano († 2023)
- 1985 - Giōrgos Pelagias, ex calciatore cipriota
- 1985 - Bojan Puzigaća, ex calciatore bosniaco
- 1985 - Santiago Ramundo, attore argentino
- 1985 - Jon Schofield, canoista britannico
- 1985 - Calvin Tolmbaye, calciatore rumeno
- 1985 - Naoki Tsukahara, velocista giapponese
- 1985 - Ivo Táborský, ex calciatore ceco
- 1985 - Lea Wermelin, politica danese
- 1986 - David Abwo, ex calciatore nigeriano
- 1986 - Kevin Amuneke, ex calciatore nigeriano
- 1986 - Andrea Crippa, politico italiano
- 1986 - Fernanda Garay, ex pallavolista brasiliana
- 1986 - Mauro Guevgeozián, calciatore uruguaiano
- 1986 - Pentala Harikrishna, scacchista indiano
- 1986 - Emilio Izaguirre, ex calciatore honduregno
- 1986 - Kevin Larsen, ex calciatore norvegese
- 1986 - Hilary Longhini, ex sciatrice alpina italiana
- 1986 - Tallie Medel, attrice statunitense
- 1986 - Felipe Miranda, sciatore nautico cileno
- 1986 - Mostafa Shebeita, calciatore egiziano
- 1986 - Akmal Shorahmedov, ex calciatore uzbeko
- 1986 - Vinicius dos Santos, pallavolista brasiliano
- 1987 - Typh Barrow, cantante belga
- 1987 - Eileen Boylan, attrice statunitense
- 1987 - Wilson Chandler, ex cestista statunitense
- 1987 - Kévin Constant, ex calciatore guineano
- 1987 - Daniele Dessena, allenatore di calcio e ex calciatore italiano
- 1987 - Emmanuel Emenike, ex calciatore nigeriano
- 1987 - Han Dejun, cestista cinese
- 1987 - Allie Haze, attrice pornografica statunitense
- 1987 - Anej Lovrečič, ex calciatore sloveno
- 1987 - Rodrigo López, calciatore statunitense
- 1987 - Martin Paterson, allenatore di calcio e ex calciatore nordirlandese
- 1987 - Lenny Rodrigues, calciatore indiano
- 1987 - Jason Schreier, giornalista statunitense
- 1987 - Seo Hyo-won, tennistavolista sudcoreana
- 1988 - Lorenzo Bertelli, pilota di rally italiano
- 1988 - Larbi Bourrada, multiplista e astista algerino
- 1988 - Łukasz Burliga, calciatore polacco
- 1988 - Jhasmani Campos, calciatore boliviano
- 1988 - Mickaël Garos, calciatore francese
- 1988 - Adam Lallana, allenatore di calcio e ex calciatore inglese
- 1988 - Jonathan López, calciatore guatemalteco
- 1988 - Greg McElroy, ex giocatore di football americano statunitense
- 1988 - Luca Mora, calciatore italiano
- 1988 - Sebastián Nayar, ex calciatore argentino
- 1988 - Allan Nyom, calciatore camerunese
- 1988 - Lucia Ondrušová, calciatrice slovacca
- 1988 - Miriam Stein, attrice austriaca
- 1988 - Milan Stojanović, calciatore serbo
- 1988 - Vojo Ubiparip, calciatore serbo
- 1988 - Jevhenija Šarovka, ex cestista ucraina
- 1989 - Ivan Almeida, cestista capoverdiano
- 1989 - Aníbal Carvallo, ex calciatore cileno
- 1989 - Tom Compton, giocatore di football americano statunitense
- 1989 - Nicolás Delmonte, calciatore argentino
- 1989 - Munir Mohand Mohamedi, calciatore marocchino
- 1989 - Ben Garland, giocatore di football americano statunitense
- 1989 - Marisha Ray, doppiatrice e conduttrice televisiva statunitense
- 1989 - Marrit Leenstra, pattinatrice di velocità su ghiaccio olandese
- 1989 - Grégory Lescot, calciatore francese
- 1989 - Niccolò Martinoni, cestista italiano
- 1989 - Marco Matias, calciatore portoghese
- 1989 - Hrvoje Milić, ex calciatore croato
- 1989 - Robinson Opong, cestista canadese
- 1989 - Francisco Pizarro, ex calciatore cileno
- 1989 - Jesper Riis-Johannessen, ex sciatore alpino norvegese
- 1989 - Danielle Robinson, ex cestista statunitense
- 1989 - Lindsey Shaw, attrice statunitense
- 1989 - Jabaal Sheard, giocatore di football americano statunitense
- 1989 - Ernesto Sinclair, calciatore panamense
- 1989 - Brad Tinsley, ex cestista statunitense
- 1989 - Jessie Vargas, pugile statunitense
- 1989 - Leandro Velázquez, calciatore argentino
- 1990 - Evan Barry, pallavolista statunitense
- 1990 - Léonore Baulac, ballerina francese
- 1990 - Jasmin Bogdanović, ex calciatore bosniaco
- 1990 - Stig Broeckx, ex ciclista su strada belga
- 1990 - Uladzimir Chvaščynski, calciatore bielorusso
- 1990 - Monika Ciaciuch, canottiera polacca
- 1990 - Ruan Combrinck, rugbista a 15 sudafricano
- 1990 - Ray Dalton, cantautore statunitense
- 1990 - Kabelo Dambe, calciatore botswano
- 1990 - Adnan Džafić, calciatore bosniaco
- 1990 - Diego Farias, calciatore brasiliano
- 1990 - Senio Kelemete, giocatore di football americano statunitense
- 1990 - Dino Lombardi, pilota motociclistico italiano
- 1990 - Alexis Machuca, ex calciatore argentino
- 1990 - Fernando Martínez, calciatore spagnolo
- 1990 - Sharika Nelvis, ostacolista statunitense
- 1990 - Karmen Pedaru, modella estone
- 1990 - João Duarte Pereira, ex calciatore portoghese
- 1990 - Bernard Pierce, giocatore di football americano statunitense
- 1990 - Salvador Pérez, giocatore di baseball venezuelano
- 1990 - Kilo Kish, cantante statunitense
- 1990 - José Antonio Ríos, calciatore spagnolo
- 1990 - Eduards Višņakovs, calciatore lettone
- 1990 - Assad Zaman, attore britannico
- 1990 - Ivana Španović, lunghista serba
- 1991 - Gareth Anscombe, rugbista a 15 neozelandese
- 1991 - Paul Anton, calciatore rumeno
- 1991 - Kenny Beats, produttore discografico e compositore statunitense
- 1991 - Justin Brown, giocatore di football americano statunitense
- 1991 - Alex DeJohn, ex calciatore statunitense
- 1991 - Nikola Dimitrijević, calciatore serbo
- 1991 - Aline Rotter-Focken, lottatrice tedesca
- 1991 - Maria Nordström, fondista svedese
- 1991 - Yaser Kasim, calciatore iracheno
- 1991 - Shaun Ross, modello statunitense
- 1991 - Devon Saddler, ex cestista statunitense
- 1991 - Ægir Steinarsson, cestista islandese
- 1991 - Ali Stephens, modella statunitense
- 1991 - Jordan Taylor, pilota automobilistico statunitense
- 1991 - Didrik Tønseth, fondista norvegese
- 1991 - Duncan Weir, rugbista a 15 britannico
- 1991 - Tim Wellens, ciclista su strada belga
- 1991 - Gianmarco Zigoni, calciatore italiano
- 1992 - Yonathan Cabral, calciatore argentino
- 1992 - Malakai Fekitoa, rugbista a 15 tongano
- 1992 - Bruno Godeau, calciatore belga
- 1992 - Damso, rapper della Repubblica Democratica del Congo
- 1992 - Rubén Marroquín, calciatore salvadoregno
- 1992 - Ben McLachlan, ex tennista neozelandese
- 1992 - Nílson Miguel, giocatore di calcio a 5 portoghese
- 1992 - Marco Sportiello, calciatore italiano
- 1992 - Paízo, calciatore angolano
- 1992 - Sophie Vavasseur, attrice irlandese
- 1992 - Jake Zyrus, cantante e attore filippino
- 1993 - José Aja, calciatore uruguaiano
- 1993 - Tímea Babos, tennista ungherese
- 1993 - Yoann Barbet, calciatore francese
- 1993 - Emil Berggreen, ex calciatore danese
- 1993 - Kevin Bleeker, cestista olandese
- 1993 - Thomas Boakye, calciatore ghanese
- 1993 - Joao Bussotti, mezzofondista italiano
- 1993 - Maximiliano Cantera, calciatore uruguaiano
- 1993 - Jhon Córdoba, calciatore colombiano
- 1993 - Spencer Fox, attore e doppiatore statunitense
- 1993 - Martin Fraisl, calciatore austriaco
- 1993 - Luan Garcia Teixeira, calciatore brasiliano
- 1993 - Jason Geria, calciatore australiano
- 1993 - Miles Killebrew, giocatore di football americano statunitense
- 1993 - Bojanka Kostova, ex sollevatrice bulgara
- 1993 - Natsuno Kurami, pallavolista giapponese
- 1993 - Andreas Løvland, giocatore di calcio a 5 e calciatore norvegese
- 1993 - Emmanuel Mbola, calciatore zambiano
- 1993 - Daniele Mignanelli, calciatore italiano
- 1993 - Yonkaira Peña, pallavolista dominicana
- 1993 - Gavin Reilly, calciatore scozzese
- 1993 - Halston Sage, attrice statunitense
- 1993 - Mirai Shida, attrice e doppiatrice giapponese
- 1993 - Mauro Vilhete, calciatore portoghese
- 1993 - V″jačeslav Čurko, calciatore ucraino
- 1994 - Bismark Adjei-Boateng, calciatore ghanese
- 1994 - Ellen Allgurin, tennista svedese
- 1994 - Andrew Bernardini, ex giocatore di football americano brasiliano
- 1994 - Laurențiu Corbu, calciatore rumeno
- 1994 - Gabriel Dias de Oliveira, calciatore brasiliano
- 1994 - Damonte Dodd, cestista statunitense
- 1994 - Tifany Huot-Marchand, pattinatrice di short track francese
- 1994 - Yūki Itō, saltatrice con gli sci giapponese
- 1994 - Holicharan Narzary, calciatore indiano
- 1994 - Thomas Newson, disc jockey e produttore discografico olandese
- 1994 - Quentin Ngakoutou, calciatore centrafricano
- 1994 - Yordan Osorio, calciatore venezuelano
- 1994 - Femke Pluim, astista olandese
- 1994 - Italo Quazzola, mezzofondista italiano
- 1994 - Michał Siess, schermidore polacco
- 1994 - David Stec, calciatore austriaco
- 1994 - Bence Sós, calciatore ungherese
- 1994 - Vincenzo Vigliotti, multiplista italiano
- 1995 - Grégoire Amiot, ex calciatore francese
- 1995 - Mouhamed Barro, cestista senegalese
- 1995 - Nedim Buža, cestista bosniaco
- 1995 - Leandro Carvalho da Silva, calciatore brasiliano
- 1995 - Devante Cole, calciatore inglese
- 1995 - Marcelo Estigarribia, calciatore argentino
- 1995 - Jennings Franciskovic, pallavolista statunitense
- 1995 - Missy Franklin, ex nuotatrice statunitense
- 1995 - Ayed Habashi, calciatore israeliano
- 1995 - Jaŭhen Jablonski, calciatore bielorusso
- 1995 - Jefferson Baiano, calciatore brasiliano
- 1995 - Stéphane Lambese, calciatore francese
- 1995 - Jan Lammers, calciatore olandese
- 1995 - Tena Lukas, tennista croata
- 1995 - Julien Marchand, rugbista a 15 francese
- 1995 - Hidemasa Morita, calciatore giapponese
- 1995 - Aya Nakamura, cantante maliana
- 1995 - Gabriella Papadakis, ex danzatrice su ghiaccio francese
- 1995 - Adrian Platzgummer, giocatore di football americano e ex bobbista austriaco
- 1995 - Smail Prevljak, calciatore bosniaco
- 1995 - Leon Rohde, pistard e ciclista su strada tedesco
- 1995 - Karlie Samuelson, cestista statunitense
- 1995 - Ellyes Skhiri, calciatore tunisino
- 1995 - Loredana Toma, sollevatrice rumena
- 1995 - Mikaela Tommy, ex sciatrice alpina canadese
- 1995 - Paige Williams, ex calciatrice inglese
- 1995 - Alexis Zapata, calciatore colombiano
- 1996 - Martín Aguirregabiria, calciatore spagnolo
- 1996 - Blake Cashman, giocatore di football americano statunitense
- 1996 - Enrique Etcheverry, calciatore uruguaiano
- 1996 - Michael Fabbro, calciatore italiano
- 1996 - Sashalee Forbes, velocista giamaicana
- 1996 - Domenico Frare, calciatore italiano
- 1996 - Sergio Gil Latorre, calciatore spagnolo
- 1996 - Chencho Gyeltshen, calciatore bhutanese
- 1996 - Naiz Hassan, calciatore maldiviano
- 1996 - Travin Howard, giocatore di football americano statunitense
- 1996 - Tyus Jones, cestista statunitense
- 1996 - Karlo Lulić, calciatore croato
- 1996 - Lucas Martínez Quarta, calciatore argentino
- 1996 - Kule Mbombo, calciatore congolese (Repubblica Democratica del Congo)
- 1996 - José Carlos Ramírez Suárez, calciatore spagnolo
- 1996 - Jean Carlos Silva Rocha, calciatore brasiliano
- 1996 - Kateřina Siniaková, tennista ceca
- 1996 - Taniela Tupou, rugbista a 15 tongano
- 1997 - Abdullah Al-Ahrak, calciatore qatariota
- 1997 - Anna Anvegård, calciatrice svedese
- 1997 - Ilias Bronkhorst, calciatore olandese
- 1997 - Michela Carrara, biatleta italiana
- 1997 - Jonathan Chan, tuffatore singaporiano
- 1997 - Francesco Corrado, pallavolista italiano
- 1997 - Jeff Dowtin, cestista statunitense
- 1997 - Hikaru Kitagawa, calciatrice giapponese
- 1997 - Julian Kristoffersen, calciatore norvegese
- 1997 - Ramon Pascal Lundqvist, calciatore svedese
- 1997 - Filippo Megli, nuotatore italiano
- 1997 - Artur Najfonov, lottatore russo
- 1997 - Giuseppe Panico, calciatore italiano
- 1997 - Martin Pinter, giocatore di football americano francese
- 1997 - Richarlison, calciatore brasiliano
- 1997 - Marcos Senesi, calciatore argentino
- 1997 - Vladislavs Sorokins, calciatore lettone
- 1997 - Enes Ünal, calciatore turco
- 1998 - Renaud Barral, nuotatore artistico belga
- 1998 - Malachi Flynn, cestista statunitense
- 1998 - Patriks Gailums, giavellottista lettone
- 1998 - William Arne Hanssen, giocatore di calcio a 5 e calciatore norvegese
- 1998 - Priscilla Hon, tennista australiana
- 1998 - Elijah Hughes, cestista statunitense
- 1998 - Vitaly Janelt, calciatore tedesco
- 1998 - Peter Michael, calciatore nigeriano
- 1999 - Danaé Blais, pattinatrice di short track canadese
- 1999 - Andrej Drukarov, sciatore alpino lituano
- 1999 - Michael Gandolfini, attore statunitense
- 1999 - Magnus Kofod Andersen, calciatore danese
- 1999 - Sergi Martínez, cestista spagnolo
- 1999 - Danilo Petrović, cestista serbo
- 1999 - Alessandro Pinzuti, nuotatore italiano
- 1999 - Sebastian Szymański, calciatore polacco
- 1999 - Alex, calciatore brasiliano
- 2000 - Malik Abubakari, calciatore ghanese
- 2000 - Amine Adli, calciatore marocchino
- 2000 - Destanee Aiava, tennista australiana
- 2000 - Nawaf Al-Aqidi, calciatore saudita
- 2000 - Jakob Kiilerich, calciatore danese
- 2000 - Percy Liza, calciatore peruviano
- 2000 - Čebrails Makreckis, calciatore lettone
- 2000 - Nicolau Mir, ginnasta spagnolo
- 2000 - Vincent Müller, calciatore tedesco
- 2000 - Anthony Patterson, calciatore inglese
- 2000 - Sean Quinn, ciclista su strada statunitense
- 2000 - Alice Robbe, tennista francese
- 2000 - Fabian de Keijzer, calciatore olandese

## XXI secolo(28)
- 2001 - Michel-Ange Balikwisha, calciatore belga
- 2001 - Jamison Battle, cestista statunitense
- 2001 - Sebastian Berhalter, calciatore statunitense
- 2001 - Tari Eason, cestista statunitense
- 2001 - Fuchi Honda, calciatore giapponese
- 2001 - Īlias Koutsoupias, calciatore greco
- 2001 - Mustafa Kurtuldum, cestista turco
- 2001 - Matheus Martinelli, calciatore brasiliano
- 2001 - Matěj Radosta, calciatore ceco
- 2002 - Marko Brest, calciatore sloveno
- 2002 - Mandela Keita, calciatore belga
- 2002 - Borys Krušyns'kyj, calciatore ucraino
- 2002 - Matías Palacios, calciatore argentino
- 2002 - Haydon Roberts, calciatore inglese
- 2002 - Gerson Sousa, calciatore portoghese
- 2003 - Miguel Allen, cestista spagnolo
- 2003 - Julián Contrera, calciatore argentino
- 2003 - Kobe Franklin, calciatore canadese
- 2003 - Oliver Jürgens, calciatore estone
- 2003 - Georgi Tatarov, pallavolista bulgaro
- 2003 - JT Tuimoloau, giocatore di football americano statunitense
- 2004 - Bilal El Khannouss, calciatore marocchino
- 2005 - Taha Ayari, calciatore svedese
- 2005 - Kobe Corbanie, calciatore belga
- 2005 - Oh Ye-jin, tiratrice a segno sudcoreana
- 2007 - Yang Peiqi, nuotatrice cinese
- 2013 - Taufaʻahau Manumataongo, principe tongano
- 2020 - Carlo di Lussemburgo, principe lussemburghese

## Senza anno specificato(4)
- Claudio il Gotico, imperatore romano († 270)
- Tiphanie Doucet, attrice, cantante e ballerina francese
- Yamari Padilla, pallavolista portoricana
- Gilberto di Clare, VIII conte di Gloucester, nobile britannico († 1314)